# Избори за заступнике у Хрватски сабор 2016.
Избори за заступнике у Хрватски сабор 2016. одржани су 11. септембра 2016. за именовање 151 заступника у IX сазиву Сабора. ХДЗ је добила релативну већину мандата. Након избора владу је формираo ХДЗ, Мост и заступници изабрани у изборној јединици за националне мањине, а за премијера је изабран лидер ХДЗ-а Андреј Пленковић. Конституисање новог сазива Хрватског сабора заказано је у петак 14. октобра 2016. године у 15:00 сати.